# ونترسدرپ
ونترسدرپ (به لاتین: Ventersdorp) یک شهرک در آفریقای جنوبی است که در ونترسدرپ لوکال مونیکیپلیتی واقع شده‌است.

## خصوصیات
ونترسدرپ ۵۷٫۴۷ کیلومترمربع مساحت و ۲۲٬۰۷۳ نفر جمعیت دارد.